# Hawaii Route 200
A Hawaii Route 200 é uma rodovia localizada no Havaí, mais precisamente no caminho que leva à ao vulcão e ao observatório de Mauna Kea, a mais de 4.000 metros.